# Oche del Campidoglio

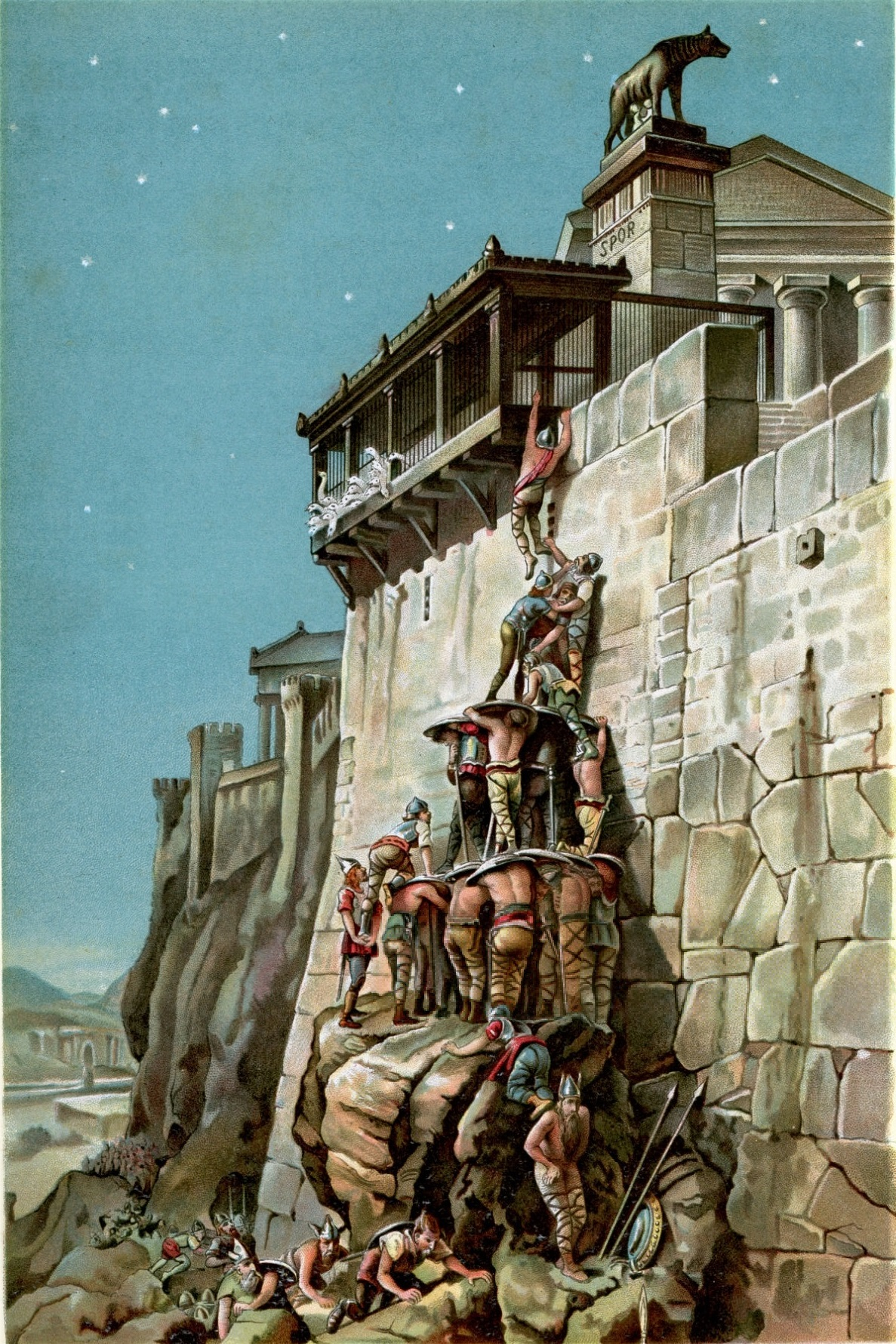
Henri-Paul Motte, Le oche avvertono i romani mentre i Galli si avvicinano al Campidoglio, 1889

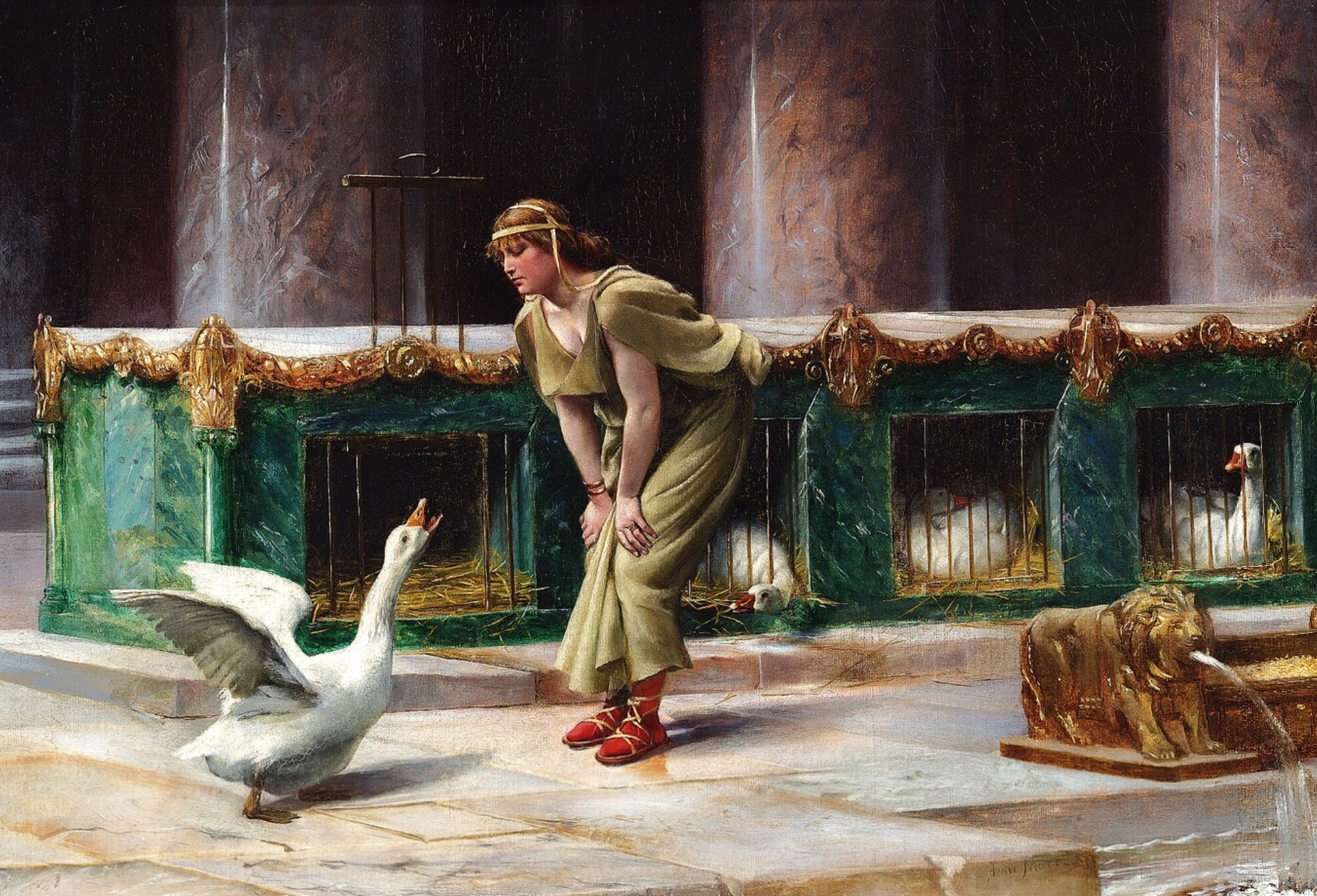
Henri-Paul Motte, Le oche nel tempio di Giunone, 1889

L'episodio delle Oche del Campidoglio, anche dette Oche capitoline, fa parte della storia e della mitologia romana, e si inserisce negli eventi legati al Sacco di Roma del 390 a.C. da parte dei Galli Senoni.

## Episodio
I Senoni condotti da Brenno, sconfitti i romani nella battaglia del fiume Allia, si erano dati al saccheggio di Roma; solo il colle Capitolino, dove si erano asserragliati un gruppo di romani che non erano fuggiti a Veio o a Caere all'arrivo degli assalitori, resisteva alla conquista dei galli. 
Questi, trovate le tracce di un messaggero romano che aveva scalato il colle per portare agli assediati un messaggio del Senato, decisero di scalare il colle nottetempo, per attaccare di sorpresa i romani, che avevano affidato la sorveglianza a delle sentinelle cui si accompagnavano dei cani. Nonostante le difese approntate, gli attaccanti erano arrivati quasi in prossimità del loro obiettivo, quando le oche iniziarono a starnazzare, avvertendo così i romani dell'avvicinarsi del pericolo.  Fu Marco Manlio, in seguito detto Capitolino, il primo a giungere sul luogo della scalata, riuscendo a rigettare giù dalla rupe il primo degli attaccanti; gli scontri proseguirono per tutta la notte, ma i galli non riuscirono più a risalire il pendio per prendere il Campidoglio, che rimase inviolato.
L'episodio è ripreso con qualche variante per l'entità del primo attacco portato dai Galli e della conseguente reazione romana, ma inviarato resta il ruolo delle Oche sacre presso il tempio di Giunone, a motivo della considerazione che queste ebbero tra i romani.
Per il ruolo che ebbero nella difesa del Campidoglio, i Censori si preoccupavano che alle oche fosse sempre garantito il foraggio, prime tra gli animali sacri, e una statua d'argento raffigurante un'oca fu posta sul colle.

## Rappresentazioni
Nell'area archeologica di Ostia antica è stato ritrovata una rara raffigurazione delle oche; nel rilievo sono raffigurate tre oche starnazzanti, sotto un tempio, che si ritiene sia il Tempio di Giunone Moneta.